# Marquisat d'Anvers
969–1795
Entités précédentes :
- Basse-Lotharingie

Entités suivantes :
- République française (départements réunis)

Le marquisat d’Anvers (en néerlandais : markgraafschap Antwerpen) était une seigneurie et un État du Saint-Empire romain s'étendant sur la frontière occidentale le long de l'Escaut dans les Pays-Bas. Faisant initialement partie de la Basse-Lotharingie, ce margraviat fut gouverné dès 1190 par les ducs de Brabant en tant que ducs de Basse-Lotharingie (Lothier). Il était composé de la ville d’Anvers, de son district et de sept cantons qu’on appelait les sept quartiers d’Anvers.
Comme le Brabant, il est devenu possession des ducs de Bourgogne sous Philippe le Bon et passe à la monarchie de Habsbourg après la mort de la duchesse Marie de Bourgogne (1482), épouse de Maximilien d'Autriche, devenant partie des Dix-Sept Provinces des Pays-Bas sous le règne de Charles Quint puis de son fils Philippe II d'Espagne.
L'insurrection néerlandaise contre Philippe II, qui commence en 1568, aboutit au partage de fait du margraviat en 1581 et en droit en 1648 : la partie nord (Bréda) devient un territoire relevant de la république des Sept Provinces-Unies des Pays-Bas, tandis que le sud, y compris Anvers reprise en 1585 reste un fief relevant du Saint-Empire, aux mains des Habsbourg d'Espagne puis (1714) des Habsbourg d'Autriche.
Après les vicissitudes de la période 1794-1830, l'ancien margraviat devient une composante de l'actuelle Belgique.

## Histoire
Avant le VIIe siècle, il était appelé le « pays de Ryen », het land van Ryen. Il obtint par la suite le titre de comté, puis de marquisat du Saint-Empire. Situé à la limite occidentale de l'Empire, le fort d'Anvers en commun avec les châteaux d'Ename et de Valenciennes est érigé pour protéger et renforcer la frontière avec le royaume de France sur la rive ouest de l'Escaut. Au nord, le marquisat s'étendait jusqu'à Bréda et au comté de Toxandrie, l'ancien terrain de l'évêque Ansfrid d'Utrecht.
En 1076, quand Henri IV du Saint-Empire donna la Basse-Lotharingie en apanage à son fils Conrad, le marquisat d'Anvers passa à Godefroy de Bouillon, le neveu du duc décédé Godefroid III. À sa mort en 1100, le comte Henri Ier de Limbourg est nommé duc de Basse-Lotharingie et margrave d'Anvers ; il sera suivi par Godefroid Ier de Louvain en 1106.
Les descendants de Godefroid Ier, les comtes de Louvain et ducs de Brabant, furent margraves d'Anvers jusqu'à l'extinction de la branche des Régnier à la mort du duc Jean III en 1355. Noter que sous le règne de Charles Quint sur les Dix-Sept Provinces, la ville d'Anvers prit son plein essor pour devenir la première place financière mondiale, reliant les Pays-Bas bourguignons à l'Inde comme à l'Amérique.

## Cantons
- Ryen
- Hoogstraten (anciennement écrit Hoogstraeten)
- Herentals (anciennement écrit Herenthals)
- Turnhout
- Arckel
- Zandhoven (anciennement écrit Santhoven)
- Geel (anciennement écrit Gheel)

## Liste des marquis
- 1008 - 1044 : Gothelon Ier, dit le Grand

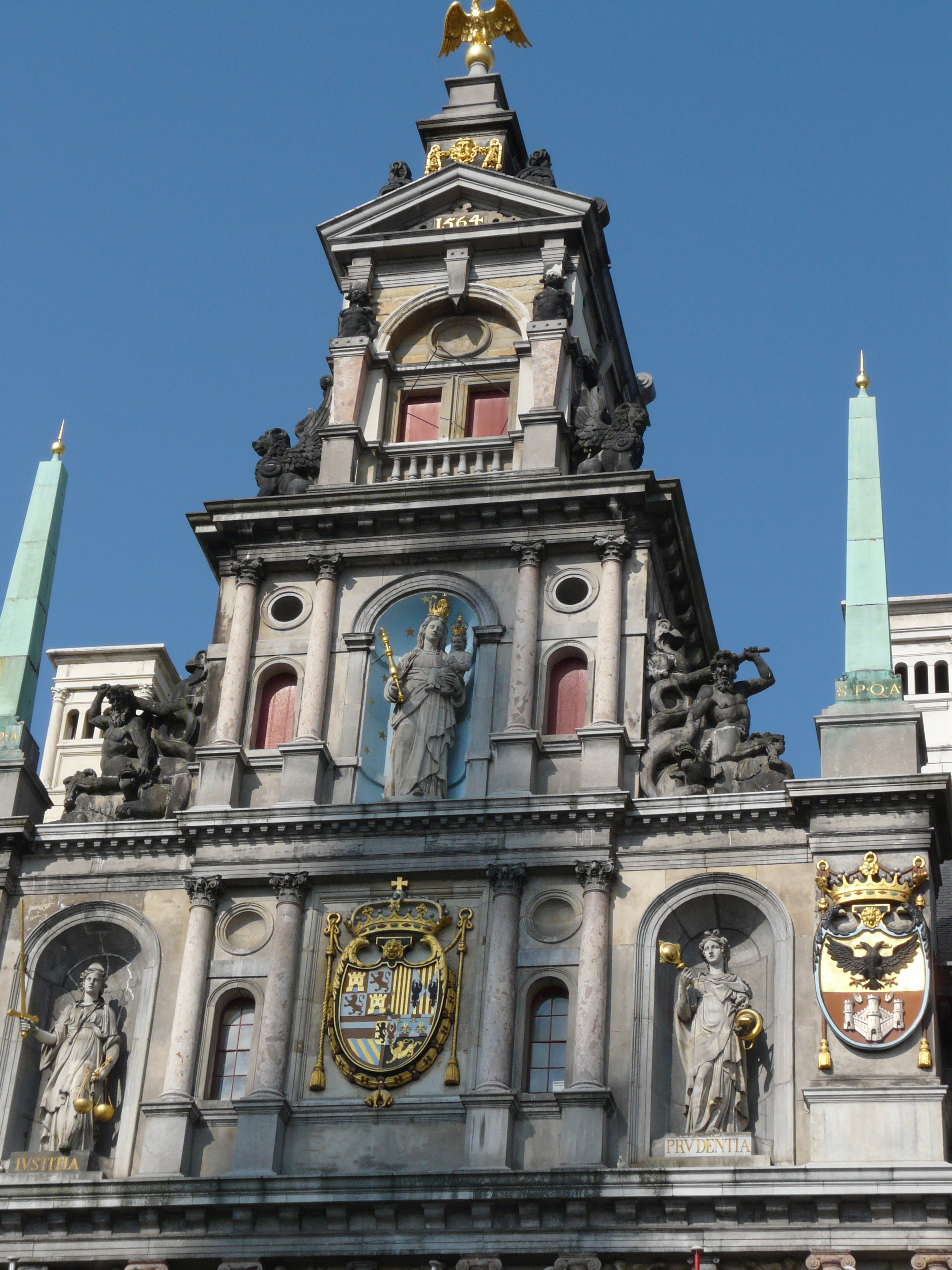
Les armoiries des marquis (à droite) sur la façade de l'hôtel de ville d'Anvers.

- 1046 - 1065 : Frédéric de Luxembourg
- 1065 - 1069 : Godefroy II, dit le Barbu
- 1070 - 1076 : Godefroy III, dit le Bossu
- 1076 - 1100 : Godefroy de Bouillon
- 1101 - 1106 : Henri Ier de Limbourg
- 1106 - 1128 : Godefroid Ier de Louvain, dit le Barbu, le Courageux ou le Grand
- 1140 - 1142 : Godefroid II de Louvain
- 1142 - 1190 : Godefroid III de Louvain
- 1190 - 1235 : Henri Ier de Brabant
- 1235 - 1248 : Henri II de Brabant
- 1248 - 1261 : Henri III de Brabant
- 1261 - 1267 : Henri IV de Brabant
- 1267 - 1294 : Jean Ier de Brabant
- 1294 - 1312 : Jean II de Brabant
- 1312 - 1355 : Jean III de Brabant
- 1355 - 1357 : Jeanne de Brabant, fille de Jean III ; elle doit reconnaître Louis de Male comme marquis d'Anvers par la paix d'Ath
- 1357 - 1384 : Louis de Male, beau-frère de Jeanne
- 1384 - 1405 : Marguerite de Male, fille de Louis
- 1405 - 1415 : Antoine de Brabant, fils de Marguerite et de Philippe II de Bourgogne
- 1415 - 1427 : Jean IV de Brabant, fils d'Antoine
- 1427 - 1430 : Philippe de Saint-Pol, duc de Brabant, frère de Jean IV et fils d'Antoine de Brabant
- 1430 - 1467 : Philippe III de Bourgogne, neveu d'Antoine de Brabant
- 1467 - 1477 : Charles le Téméraire, fils du précédent
- 1477 - 1482 : Marie de Bourgogne, fille du précédent, conjointement avec Maximilien Ier de Habsbourg, son époux
- 1482 - 1506 : Philippe le Beau, fils des précédents et héritier de l'État bourguignon par sa mère
- 1506 - 1555 : Charles Quint, fils du précédent